# Cross Keys Inn (London)

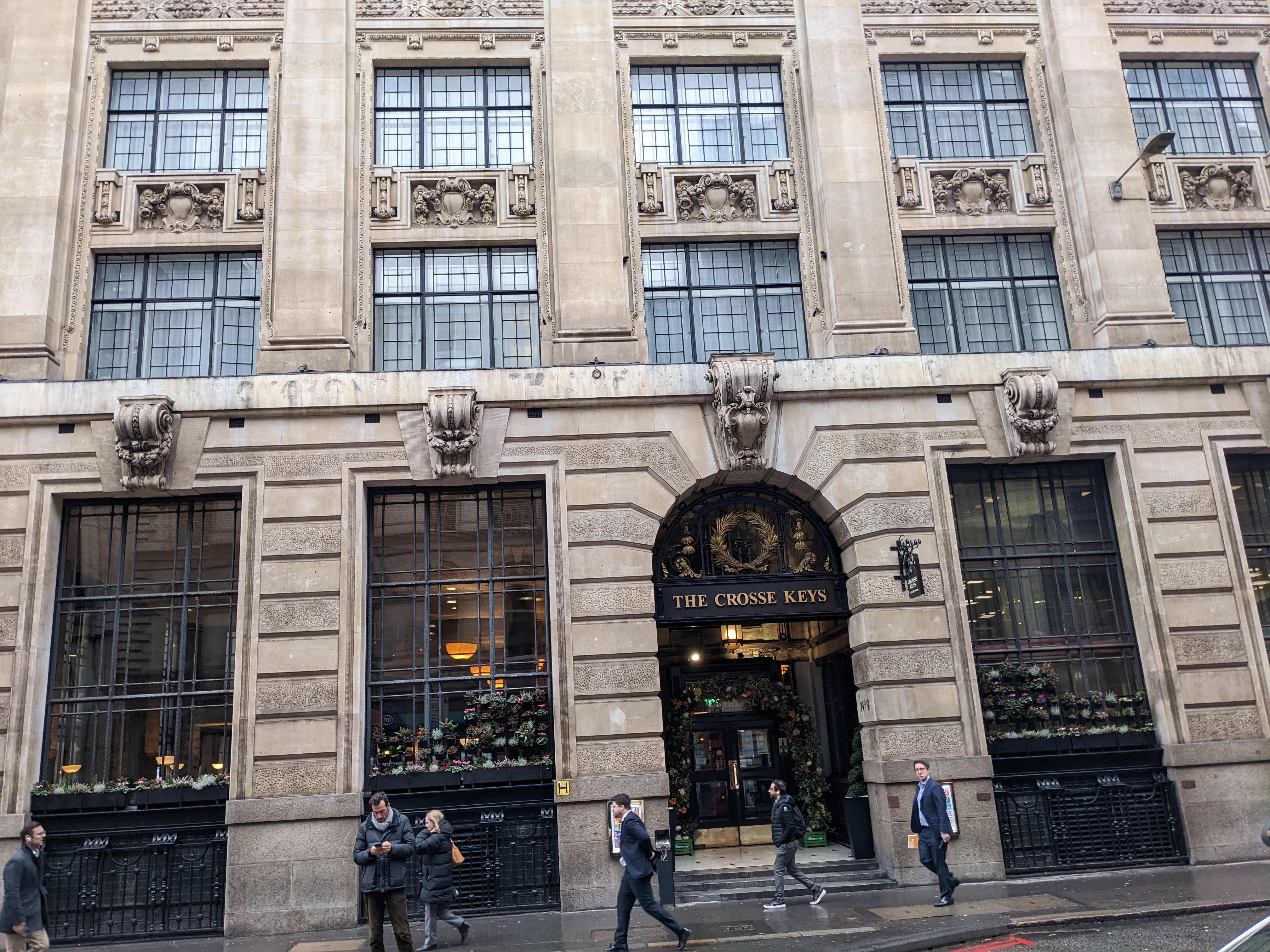
Cross Keys Inn

Das Cross Keys Inn (auch Crosse Key(e)s Inn) war ein Gasthaus in der Gracechurch Street in London und eine der ersten Spielstätten des Elisabethanischen Theaters, in welcher auch das Ensemble um William Shakespeare spielte.

## Baulichkeiten
Eine Beschreibung des, nach dem Großen Brand von London 1666 unter gleichem Namen neu errichteten Gasthofes an dieser Stelle, nimmt analog die Maße des ersten Cross Keys Inn von 43 Meter Länge an – rechtwinklig zur Gracechurch Street stehend – sowie 24,5 m in der Breite an seinem hinteren Ende, während die Frontseite an der Straße nur knapp 10 Meter maß. Das Gasthaus hatte einen Innenhof mit ca. 15 Metern Länge in ostwestlicher und knapp 10 m Breite in nordsüdlicher Abmessung. Es gilt als nicht gesichert, aber das Cross Keys könnte wie vergleichbar große Gasthöfe dieser Zeit, etwa das Bell Savage Inn oder das The George Inn, mehrgeschossig gewesen sein.
Der Name leitet sich aus den (gekreuzten) Schlüssel Petri ab, einem christlichen Symbol.

## Geschichte
Das Cross Keys Inn befand sich seit 1407 im Besitz des College of Pontefract in Yorkshire, wurde jedoch 1548 von Edward VI. nach dem zweiten Chantries Act beschlagnahmt, als er alle Stiftskirchen auflösen ließ. Der damalige wie heutige Standort des Inns befindet sich schräg gegenüber dem Eingang zum Leadenhall Market; dies wird auch durch eine angebrachte Plakette gekennzeichnet.
Der Gürtelmacher John Layston aus Kent erwarb in London einige Immobilien, darunter das Cross Keyes Inn. Als Pächter und Betreiber wurde 1564 Richard Ibbotson (1527–1584), ein Londoner Bürger und Bierbrauer, als Nachfolger des zuvorigen Betreibers Christopher Clifford eingesetzt. 1571 starb Layston und seine zweite Frau Alice (geb. Poore und ebenfalls aus Kent stammend) übernahm sein Erbe. Bis zu ihrem Tode am 9. (oder 10.) Juli 1590 blieb sie die Besitzerin des Cross Keys Inn. Allerdings fand sie sich nach der Übernahme erbitterten Erbstreitigkeiten ausgesetzt, die die Verwandten der ersten Ehefrau, wie auch der Bruder ihres verstorbenen Mannes, Robert Layston, initiierten. Diese Streitigkeiten sollten sich ab 1584 mit Roberts Sohn William, welcher als Erbe des Cross Keys eingesetzt war, den Gasthof aber schon zu Lebzeiten Alices haben wollte, wiederholen. Gleichzeitig musste sie sich an ihrem Wohnsitz in der nur wenige Metern entfernten Lombard Street um ihren geistig behinderten Sohn aus erster Ehe sorgen.
Unter Ibbotsons Regie (und der Duldung, gar Förderung Laystons) fanden erstmals Theateraufführungen im Cross Keys Inn statt. Gesichert ist hier das Jahr 1579, da der Impresario James Burbage und Erbauer des ersten Theaters in London (nach der Römerzeit) am 23. Juni jenes Jahres, als er gegen zwei Uhr nachmittags im Cross Key Inn einem Theaterspiel beiwohnen wollte, in Folge einer Privatklage gegen ihn verhaftet wurde.
Durch seine Geschäftsidee und erfolgreichem Wirtschaften wurde Ibbotson recht wohlhabend. Nach seinem Tode verwaltete seine Witwe Emma die Geschäfte, übergab sie aber an Edward Walker, einem gastronomie-, womöglich auch theatererfahrenen Londoner Sattler und Bekannten ihres Mannes. Alice Layston setzte hierfür einen neuen Pachtvertrag für eine Laufzeit von 40 Jahren zu einer Miete von jährlich 24 Pfund auf, beginnend am 25. März 1585. Als Alices Sohn John frühzeitig starb, war es ein unklarer Passus im Testament von Johns Vater (Alice erster Mann), der windige Geschäftsleute auf den Plan rief, die nun mit Johns Bruder Henry Abmachungen über die zu erbenden Ländereien in Kent machten. Darunter war auch Edward Walker, der aktuelle Pächter des Cross Keys Inn. Dieses führte zum Zerwürfnis mit Alice Layston und auf Walker folgte am 6. Januar 1588 John Franklin, Londoner Bürger und Tuchmacher. Dieser befand, dass das Gasthaus recht heruntergekommen sei und nahm in der Folgezeit umfangreiche und kostspielige Renovierungen sowie Umbauten vor. So wurden unter anderem Täfelungen, Glas, Sitzbänke (mit hoher Rückenlehne) und Metallarbeiten erneuert oder eingesetzt.
Am 5. November 1589 ordnete der Lord Mayor of London an, dass die Theaterkompanie Lord Strange’s Men aufgrund ihrer Teilnahme an der Marprelate-Kontroverse nicht in der Stadt auftreten durfte. Diese widersetzte sich jedoch noch am selben Nachmittag dieser Anweisung mit einem Auftritt im Cross Keys Inn. Hierüber beschwerte sich der Bürgermeister beim Privy Council.

„Die Spieler des Lord Admirals gehorchten sehr pflichtbewusst, aber die Spieler des Lord Strange gingen sehr verächtlich von mir weg, gingen zu den Crosse Keys und spielten an diesem Nachmittag, zum großen Ärgernis der besseren Sorte, die wusste, dass es auf Befehl von mir verboten war.“

Das Cross Keys Inn wurde hernach zu einem der bevorzugten Spielorte der Lord Strange’s Men.
Als Alice Layston am 9. oder 10. Juli 1590 starb, kam das Cross Keys aufgrund der zu Beginn der Übernahme erstrittenen Verträge in den Besitz ihres Neffen William. John Franklins Pachtvertrag für das Cross Keys war ebenfalls automatisch abgelaufen. Franklin ging jedoch davon aus, dass er einen neuen Mietvertrag von William Layston erhalten würde und bat seinen Bruder George diesen mit dem neuen Besitzer auszuhandeln. Sie einigten sich schließlich auf einen Mietvertrag für 21 Jahre von Michaelistag (traditionell ein beliebter Termin für laufende Miet-, Pacht- oder Zinszahlungen) 1590 zu einer Miete von 40 Pfund jährlich, zu gleichen Bedingungen wie in Richard Ibbotsons Mietvertrag von Alice Layston. Franklin sollte zum Beginn des Pachtvertrags einmalig 200 Pfund zahlen, £100 sogleich und £100, die an Weihnachten fällig waren. Als Franklin jedoch am 28. September, einen Tag vor dem Michaelistag die 100 Pfund in das Cross Keys Inn bringen wollte, war William Layston nirgends aufzufinden. Layston hatte keine Absicht mehr mit Franklin einen Pachtvertrag abzuschließen.
Dieser ließ sich aber nicht dazu bewegen, das Gasthaus zu verlassen. Auch einer Räumungsklage Laystons widersetzte er sich gerichtlich und machte seine großen Ausgaben geltend, die er in das Haus, wie auch in die angeschafften Vorräte für den kommenden Winter steckte. Franklin beschwerte sich auch über die Mitteilungsschriften, die Layston vor dem Cross Keys anbringen ließ und die Gäste „stören und beunruhigen“. Man einigte sich schließlich auf einen Auszug zum 25. März („Lady Day“) des darauffolgenden Jahres, sodass Franklin die bereits eingekauften Vorräte noch aufbrauchen konnte.
Nachdem John Franklin die Cross Keys endgültig verlassen hatte, begann William Layston, sie an einen recht ungewöhnlichen Menschen zu verpachten. James Beare, der bis vor kurzem von Beruf Seemann und Freibeuter gewesen war, hatte noch 12 Jahre zuvor im Oktober 1589 zusammen mit seiner Mannschaft und versehen mit einem königlichen Kaperbrief zwei spanische Schiffe, die St. John Baptist und die Gallego, aufgebracht und schleppte sie in den Hafen von Dartmouth (Devonshire). Geladen hatten die Schiffe teure Seidenstoffe, Tierhäute, Karmin (roter Farbstoff), Teller und Barren aus Edelmetall im Werte von 30.000 Pfund. James Beare wurde beauftragt, die Entladung zu überwachen, den Gewinn fair aufzuteilen und die erforderlichen Zölle und Anteile an die Behörden zu zahlen.
Er kannte vermutlich den Besitzer des Cross Keys aus seiner Jugend und schloss so am 25. Mai 1591 einen Pachtvertrag mit diesem. Das Theaterspiel, welches unter Franklin im Cross Keys lief, wurde offenbar fortgeführt.
Denn am 8. Oktober 1594 schrieb der amtierende Lord Chamberlain of the Household Henry Carey an den Lord Mayor Richard Martin:

“where my now company of players have been accustomed for the better exercise of their quality, and for the service of her majesty if need so require, to play this winter time within the City at the Cross Keys in Gracious Street; these are to require and pray your lordship […] to permit and suffer them so to do.”

„Wo meine heutige Gesellschaft von Schauspielern daran gewöhnt ist, ihre Qualitäten besser auszuüben und bei Bedarf ihrer Majestät  dienen kann, um diese Winterzeit in der Stadt an den Cross Keys in der Gracious Street zu spielen; Diese erbeten von Ihrer Lordschaft […], dies zuzulassen und zu dulden.“

Zudem sicherte er Martin zu, dass die Spieler die Zuschauer erst um zwei Uhr nachmittags einlassen und zwischen vier und fünf Uhr spielen würden; dass sie keine Trommeln oder Trompeten benutzen würden und dem Publikum würde untersagt, den Schauspielern während der Aufführung lautstark zuzurufen; auch würden sie die Armen der Gemeinde bedenken.
Der Lord Mayor und die Stadtverwaltung von London standen Schauspielern und Theateraufführungen stets feindlich gegenüber und betrachteten sie als Nährboden für Kriminalität und bürgerliche Unruhen. Sie unternahmen wiederholt Versuche, alle Theateraktivitäten in ihrem Zuständigkeitsbereich zu unterdrücken.
1596 wurde William Brooke, 10. Baron Cobham zum Lord Chamberlain ernannt. Cobham war ein Freund der Stadtführung Londons und ebenso ein Gegner des Schauspiels; unter seinem Einfluss stimmte das Privy Council einem Verbot des Theaterschauspiels innerhalb der City of London zu. Dazu erfolgte eine Schließungs- und Abrissanweisung aller bereits bestehenden Theater innerhalb der Stadtmauer (Theaterbesitzer wie Burbage und Philip Henslowe wählten den Platz ihrer Theater wohlweislich bereits außerhalb). Eine Liste aus dem Jahr 1628 führt einige der 1596 geschlossenen Inn-Yard Theatres auf; allerdings ist die Aufzählung mangelhaft und auch mehrdeutig. Zu den namentlich aufgeführten, für Theateraufführungen gesperrten Gasthöfen (welchen auch der Abriss drohte), gehörte auch das Cross Keys in der „Gracious Street“.
William Layston verkaufte nach und nach einige seiner Immobilien, jedoch nie das Cross Keys Inn. Es befand sich auch weiterhin im Besitz seiner Nachkommen, als es in der Londoner Feuersbrunst von 1666 zerstört wurde.

## Theateraufführungen
Das Cross Keys Inn als Theaterspielstätte war bis zuletzt noch in der Erinnerung. So schrieb der Dramatiker Richard Flecknoe im Jahr 1664, dass Schauspieler in der Zeit Königin Elisabeths „Theater eingerichteten hatten, zuerst in der Stadt (wie in den Innenhöfen von Cross Keys und Bull in Grace- und Bishopsgate Street an jenen Tagen zu sehen war), bis dieser fanatische Geist, was dann mit der Bühne begann und mit dem Thron endete, sie von dort in die Vororte verbannte.“
Man weiß heute nicht, ob die Aufführungen, wie bei Inn-Yard Theatres üblich ausschließlich im gepflasterten Innenhof des Gasthofs stattfanden (idealerweise mit den Balkonen als Zuschauergalerien) oder im Inneren oder – je nach Jahreszeit und Zuschauermenge – beide Möglichkeiten genutzt wurden.
Es gilt als gesichert, dass die Lord Strange’s Men dort zwischen 1589 und 1592 regelmäßig auftraten (unter Franklin) sowie die Lord Chamberlain’s Men, wobei man hierbei annehmen darf, dass auch William Shakespeare an diesem Ort tätig war.
Der Unterhaltungskünstler William Bank(e)s wohnte im Belle Savage Inn und hatte nahe der Gracechurch Street (damals Gracious Street) eine Arena erbaut, in welchem er regelmäßig mit seinem dressierten Pferd Marocco auftrat. Bei dem männlichen Publikum war z. B. die „Jungfrauenprobe“ beliebt: Marocco holte auf Befehl keusche Jungfrauen und auch deren Gegenteil aus dem Publikum auf die Bühne. Auch soll Banks seinem Pferd befohlen haben, den verrücktesten Mann der Umgebung auf die Bühne zu zerren und Marocco soll daraufhin den mit Banks befreundeten und recht populären Clown Richard Tarlton, der kurz zuvor eine Vorstellung im Crosse Keyes hatte, vorgeführt haben. Der Wahrheitsgehalt dieser Erzählung ist allerdings fraglich, da, soweit dies rekonstruierbar ist, Tarlton († 1588) verstorben war, ehe Marocco öffentlich in Erscheinung trat.

## Cross Keys heute
Das nach dem Brand von London wiedererrichtete Gasthaus brannte 1734 nieder und wurde neu erbaut. Im frühen 19. Jahrhundert wurde es zu einem beliebten Ausspanngasthof und fertigte mehr als 40 Kutschen am Tag ab. Beim Bau eines Bankgebäudes 1851 an dieser Stelle brach ein Balken und tötete 5 Arbeiter. Zu Anfang der 1910er Jahre wurde das Areal neu erschlossen und ein neues, größeres Gebäude für die Hong Kong & Shanghai Banking Corporation errichtet (allerdings nicht genau auf dem Grund des ehemaligen Cross Keys). Der Architekt war W. Campbell Jones; die Bauarbeiten wurden von der britischen Firma Trollope & Colls (1903–1996) ausgeführt. Am 22. Oktober 1913 wurde das Bankhaus eröffnet.
Am 13. Juli 1999 übernahm die Gastronomiekette Wetherspoon das Haus und betreibt dort unter der Adresse 9 Gracechurch Street ein Restaurant unter dem Namen The Crosse Keys, welches aber außer dem Namen und der räumlichen Nähe keinen Bezug mehr zu dem namensgebenden Gasthof hat.